# Team Freedom 2020
Questa voce raccoglie le informazioni riguardanti il Team Freedom nelle competizioni ufficiali della stagione 2020.

## Stagione
Il Team Freedom partecipano allo NVA Showcase, classificandosi al quarto posto nel torneo, tenutosi in seguito alla cancellazione del torneo NVA a causa della pandemia di COVID-19 negli Stati Uniti d'America.

## Organigramma societario
Area direttiva
- Presidente: Justin Beaumont

Area tecnica
- Allenatore: Carlo Edra

## Rosa
| N° | Nome                | Ruolo | Data di nascita   | Nazionalità sportiva |
| -- | ------------------- | ----- | ----------------- | -------------------- |
| 1  | Christopher Nugent  | S     | 17 maggio 1995    | Stati Uniti          |
| 2  | Matthew Seifert     | C     | 11 dicembre 1992  | Stati Uniti          |
| 3  | Krystian Pescinski  | C     | -                 | Stati Uniti          |
| 4  | Douglas Dzema       | C     | 23 maggio 1995    | Stati Uniti          |
| 5  | Matthew Elias       | P     | -                 | Stati Uniti          |
| 6  | Christopher Vaughan | S     | 27 agosto 1993    | Stati Uniti          |
| 7  | Ronald Dunn         | P     | -                 | Stati Uniti          |
| 8  | Besmir Arslani      | S     | 17 gennaio 1993   | Stati Uniti          |
| 9  | Jordan Robinson     | L     | -                 | Stati Uniti          |
| 11 | John Cunningham     | L     | -                 | Stati Uniti          |
| 12 | Edward Jedziniak    | O     | 19 settembre 1990 | Stati Uniti          |
| 13 | Josue Castillo      | S     | -                 | Stati Uniti          |
| 14 | Jake Modestow       | C     | -                 | Stati Uniti          |
| 16 | Mikheil Hoyte       | C     | 13 agosto 1989    | Trinidad e Tobago    |
| 20 | Jonathan Lutz       | O     | -                 | Stati Uniti          |

## Statistiche

### Statistiche di squadra
| Competizione | Punti | In casa | In casa | In casa | In trasferta | In trasferta | In trasferta | Totale | Totale | Totale |
| Competizione | Punti | G       | V       | P       | G            | V            | P            | G      | V      | P      |
| ------------ | ----- | ------- | ------- | ------- | ------------ | ------------ | ------------ | ------ | ------ | ------ |
| NVA Showcase | 4     | 0       | 0       | 0       | 0            | 0            | 0            | 6      | 3      | 3      |
| Totale       | -     | 0       | 0       | 0       | 0            | 0            | 0            | 6      | 3      | 3      |

G = partite giocate; V = partite vinte; P = partite perse